# Dvorac Hluboká
Dvorac Hluboká (njem.: Schloss Frauenberg) je dvorac koji se nalazi u Hluboká nad Vltavou i smatra se jednim od najljepših dvoraca u Češkoj. Hluboká Dvorac je proglašen nacionalnim spomenikom kulture Češke Republike. Izgrađen je u drugoj polovici 13. stoljeća, a tijekom svoje povijesti je obnavljan nekoliko puta. Prvi put je proširen tijekom renesansnog razdoblja, a zatim je obnovljen u baroknom stilu po naredbi Adama Franza von Schwarzenberga početkom 18. stoljeća. Današnji izgled je dobio u 19. stoljeću, kada je Johann Adolf von Schwarzenberg II. naredio obnovu dvorca u romantičnom stilu.
Obitelj Schwarzenberg je živjeli u dvorcu do kraja 1939. godine, kada je emigrirao posljednji vlasnik Adolph Schwarzenberg. Oni su izgubili svoju imovinu 1947. kroz poseban zakona, Lex Schwarzenberg.